# Phytocoris alpestris
Phytocoris alpestris är en insektsart som beskrevs av Stonedahl 1988. Phytocoris alpestris ingår i släktet Phytocoris och familjen ängsskinnbaggar. Inga underarter finns listade i Catalogue of Life.